# Lund (Norvège)
Pour les articles homonymes, voir Lund.
Lund est une kommune de Norvège. Elle est située dans le comté de Rogaland.